# 小赤院水库
小赤院水库是中国福建省南平市建瓯市顺阳乡境内的一座水库，位于上江洋溪，建于1979年。水库正常库容为1000万立方米，集雨面积为34平方千米，海拔为243.5米。